# 经济决定论
经济决定论（英語：Economic determinism）是一种马克思主义的社会经济学理论，该理论主张经济关系（如作为持有人或资本金，或者作为工人或无产者）是社会中一起社会与政治架构的基础，强调社会被分为互相竞争的经济阶级，其相对实力由经济制度的本质决定。在美国历史学研究中，该词主要与非马克思主义历史学家查尔斯·毕尔德相关。

## 影响
经济决定论对文革后的包括邓小平在内的中国共产党领导层有一定影响，他们认为“经济发展能为执政党提供一个独立于意识形态之外的合法性来源”。

## 批评
有学者认为把经济决定论忽略了专制政权的核心特征，即其掠夺本能，未注意到西方成功实现经济现代化前已建立了保护产权和基本人权及限制政治权力的宪政体系。